# Acquiring the Taste
Acquiring the Taste è il secondo album del gruppo britannico di rock progressivo Gentle Giant, pubblicato nel 1971.

## Tracce
Testi e musiche di Derek Shulman, Phil Shulman, Ray Shulman e Kerry Minnear.
Lato A
1. Pantagruel's Nativity – 6:50
2. Edge of Twilight – 3:47
3. The House, the Street, the Room – 6:04
4. Acquiring the Taste (strumentale) – 1:36

Lato B
1. Wreck – 4:36
2. The Moon Is Down – 4:45
3. Black Cat – 3:51
4. Plain Truth – 7:36

## Formazione
- Gary Green – chitarra, cori
- Kerry Minnear – tastiere, voce
- Derek Shulman – voce, sax
- Phil Shulman – fiati, voce
- Ray Shulman – basso, violino, cori
- Martin Smith – batteria